# سيد حياة الله
سيد حياة الله (توفي سنة 1135 هـ - 1722 م) كان باحثًا مسلمًا في الفقه الإسلامي من ساكراس، مقاطعة جورجاون (هاريانا، الهند).
كان سيد حياة الله باحثًا في الفقه، وخطيبًا، وهو خبير في الشريعة الإسلامية. ظلّ في أورانجاباد لفترة طويلة، حيث اكتسب شهرة في تدريس الفقه. في ساركاس، بنى مكتبة غنية بعد جمع عدد كبير من الكتب. بنى أيضا هافيلي (Haveli) في محلة.